# جين دالي
جين دالي (بالإنجليزية: Gene Dale)‏ هو لاعب كرة قاعدة أمريكي، ولد في 16 يونيو 1889 في سانت لويس في الولايات المتحدة، وتوفي بنفس المكان في 20 مارس 1958.

## وصلات خارجية
- جين دالي على موقعبيزبول رفرنس.كوم (الدوري الرئيسي) (الإنجليزية)
- جين دالي على موقعبيزبول رفرنس.كوم (الدوري الثانوي) (الإنجليزية)
- جين دالي على موقع جمعية أبحاث البيسبول الأمريكية (الإنجليزية)